# MMA Fighting
MMA Fighting es un sitio web de noticias que cubre las artes marciales mixtas (MMA). Fundado en 2001, el sitio es conocido por su cobertura de noticias de última hora, su serie de podcasts y The MMA Hour with Ariel Helwani.

## Descripción general
MMAFighting.com fue lanzado por Ray Hui en 2001, inicialmente como un sitio Angelfire.
En 2009, MMAFighting.com fue adquirido por AOL. En 2011, se vendió a sus propietarios actuales, Vox Media, donde ahora forman parte de SB Nation.
Un sitio web con 2 millones de usuarios únicos por mes, reportado en 2011, y actualmente el tercer sitio web de noticias y medios de MMA más popular en todo el mundo según Alexa Internet.

## Premios
MMA Fighting ha ganado el premio a la Fuente de medios del año de los World MMA Awards un total de cuatro veces entre 2015 y 2018. Además, el empleado de MMA Fighting, Ariel Helwani, ha ganado el premio al Periodista de MMA del año todos los años desde 2010.

## The MMA Hour
El sitio presenta The MMA Hour, un programa dos veces por semana presentado por Helwani, que presenta entrevistas con varias figuras de MMA, incluidos peleadores, promotores, agentes, entrenadores y periodistas.
The MMA Hour fue presentado semanalmente por Helwani desde junio de 2009 hasta junio de 2018. En junio de 2018, Luke Thomas asumió el cargo de presentador.
En junio de 2021, Helwani anunció su regreso a MMA Fighting y Vox Media como presentador de The MMA Hour, con un nuevo programa dos veces por semana. Pero en agosto de 2024, Helwani cumplió el contrato entre Spotify y MMA Fighting para mudarse a Yahoo! Sports, donde se desempeñaría como presentador de un nuevo Combat Sports Vertical llamado Uncrowned. 2 meses después, presentó un programa tres veces por semana que presenta el mismo formato, con la misma melodía que The MMA Hour.